# Сельское поселение Каркатеевы
Се́льское поселе́ние Каркатеевы — муниципальное образование в Нефтеюганском районе Ханты-Мансийского автономного округа Российской Федерации.
Административный центр — посёлок Каркатеевы.

## История
Статус и границы сельского поселения установлены Законом Ханты-Мансийского автономного округа - Югры от 25 ноября 2004 года № 63-оз «О статусе и границах муниципальных образований Ханты-Мансийского автономного округа - Югры»

## Население
| 2010  | 2012  | 2013  | 2014  | 2015  | 2016  | 2017  |
| ----- | ----- | ----- | ----- | ----- | ----- | ----- |
| 1850  | ↘1819 | ↘1781 | ↘1762 | ↗1787 | ↘1782 | ↘1738 |
| 2018  | 2019  | 2020  | 2021  |       |       |       |
| ↘1708 | ↘1696 | ↗1724 | ↗1940 |       |       |       |

## Состав сельского поселения
| № | Населённый пункт | Тип населённого пункта          | Население |
| - | ---------------- | ------------------------------- | --------- |
| 1 | Каркатеевы       | посёлок, административный центр | ↗1940     |